# Nederlandse economische geografie

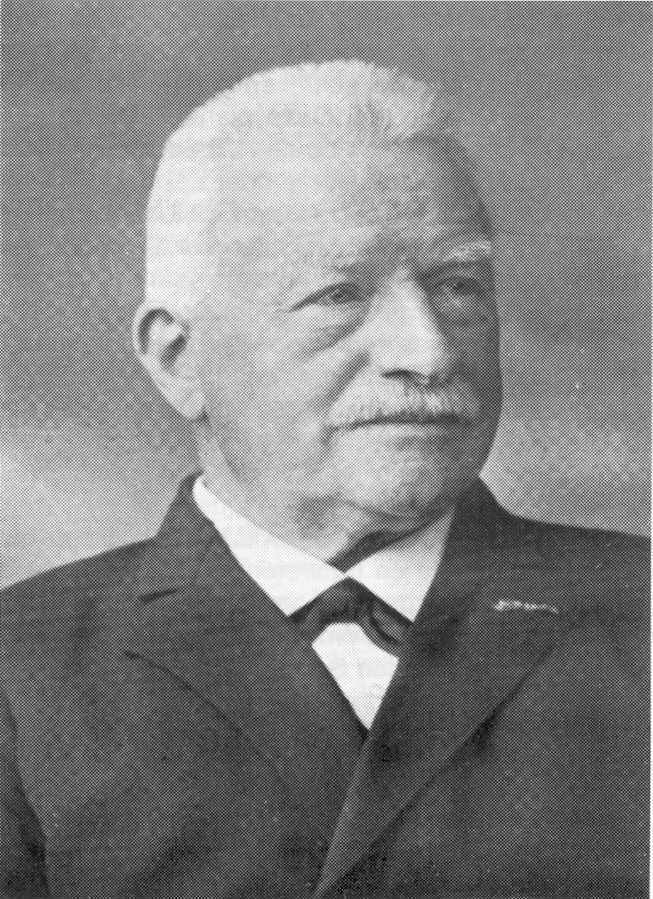
Hendrik Blink, grondlegger van de Nederlandse economische geografie

De economische geografie in Nederland kwam tot ontwikkeling aan het begin van de 20e eeuw in navolging van initiatieven in het buitenland eind 19e eeuw. Men kende al de zogenaamde handelsgeografie, waarin op systematische wijze een grote hoeveelheid feiten van economische aard werden beschreven. Deze feiten betroffen vooral de primaire en secundaire productie. In 1882 publiceerde W. Götz een essay over ‘wirtschaftliche Erdkunde’, een soort spreidingsleer van economische verschijnselen. De verklaring van die spreiding was aanvankelijk fysisch-deterministisch van aard. Geleidelijk aan evolueerde de economische geografie aan het begin van de 20e eeuw van een spreidingswetenschap naar een relatiewetenschap.

## Blink
Hendrik Blink (1852-1931) kan worden beschouwd als de grondlegger van de economische geografie in Nederland. Hij was ook goed thuis in de fysische geografie: in Straatsburg was hij gepromoveerd op een fysisch-geografisch onderwerp. Zijn studie over de geschiedenis van de landbouw en de boerenstand in Nederland en zijn vele contacten met de landbouwsector, bracht hem een leerstoel in de economische geografie aan de Landbouwhogeschool Wageningen. Vanaf 1913 was hij tevens docent aan wat toen nog de Nederlandsche Handelshoogeschool heette te Rotterdam.
Zijn belangrijkste bijdrage aan de economische geografie in Nederland was het initiatief voor de oprichting van de Nederlandse Vereniging voor Economische Geografie in 1909 met daaraan verbonden het Tijdschrift voor Economische Geografie (na 1948 het TESG), het eerste op dit gebied in de wereld.

## Boerman
Willem Boerman (1888-1963) volgde Blink op aan de Rotterdamse Hogeschool en hij werd tevens hoofdredacteur van het TEG. Evenals Blink beschouwde hij de sociale en fysische geografie niet als afzonderlijke wetenschappen. Regionale geografie met een sterk economische inslag zou een goede typering voor zijn opvattingen kunnen zijn. Hij definieerde de economische geografie als ‘de differentiële vestigingsplaatsleer van het menselijk welvaartstreven.
In de loop van de jaren dertig van de twintigste eeuw kwam er in Rotterdam meer aandacht voor specifieke economisch-geografische thema’s. Transportgeografie was er een van, niet zo verwonderlijk met een uitgesproken handels- en verkeersknooppunt voor de deur.
Na de Tweede Wereldoorlog richtte Boerman de aandacht meer expliciet op het vraagstuk van de industriële vestigingsplaats. De basis voor de locatieleer was gelegd door Alfred Weber in 1909. Hij verklaarde de locatie van de industriële bedrijvigheid door het streven van de ondernemer de transportkosten van de onderneming zo laag mogelijk te houden. In dit verband moet ook de studie van Johan Winsemius over de ‘Vestigingstendenzen van de Nederlandse nijverheid' 2 dln, 1945/49, worden genoemd. Winsemius verbond de vestigingsplaatsleer met de regionaal-economische ontwikkeling. Belangrijk is dat hij een onderscheid maakte tussen actief en passief werkende factoren. De eerste groep betrof met name grondstoffen en arbeid, de tweede onder meer grondprijzen en bouwkosten. Bij de actieve factoren kon nog een onderscheid worden gemaakt tussen stuwende en verzorgend, een begrippenpaar dat in de periode 1950-60 veel aandacht kreeg.
Behalve Boerman was ook H.J. Keuning betrokken bij de ontwikkeling van de economische geografie in Nederland. Hij was van 1930-37 ‘assistent’ voor de economische aardrijkskunde bij Boerman. Voor zijn opvattingen zie Sociale geografie Groningen 1950 - ± 1970.